# Jerzy Słupecki
Jerzy Słupecki (29 de agosto de 1904, Harbin – 15 de enero de 1987, Breslavia) fue un lógico y matemático polaco, vinculado a la Escuela de Leópolis-Varsovia y posteriormente a la Universidad de Breslavia. Su trabajo se centró en la lógica polivalente, la teoría de sistemas deductivos, la silogística aristotélica y la continuación del legado de Stanisław Leśniewski.

## Biografía
Słupecki nació en Harbin, Manchuria, hijo de Stanisław Słupecki, ingeniero que trabajaba en la construcción del Ferrocarril Transmanchuriano, y de Szczęsna Słupecka (siendo su apellido de soltera Jaszewska). Estudió inicialmente en casa y desde 1915 en Tiumeń. Tras varias dificultades familiares, en 1921 se instaló en Varsovia, donde asistió al VI Liceum Ogólnokształcące im. Tadeusza Reytana w Warszawie, graduándose en 1926.
Ese mismo año ingresó a la Universidad de Varsovia para estudiar arquitectura, aunque abandonó por problemas de salud pulmonar. Posteriormente cursó matemáticas en la misma casa de estudios, donde conoció a figuras como Stanisław Hartman, Andrzej Mostowski y Jan Łukasiewicz. Bajo la supervisión de este último obtuvo su maestría en 1935 y el doctorado en 1938, con una tesis sobre la axiomatización de sistemas lógicos polivalentes.
Durante la ocupación nazi de Polonia, Słupecki enseñó en la educación clandestina y dio conferencias no oficionales en la Universidad de Varsovia, junto a Łukasiewicz, Bolesław Sobociński y Mostowski. Fue miembro del Armia Krajowa y participó en la organización Żegota, dedicada a salvar judíos. Tras ser deportado a trabajos forzados en Alemania en 1944, fue liberado por problemas de salud.

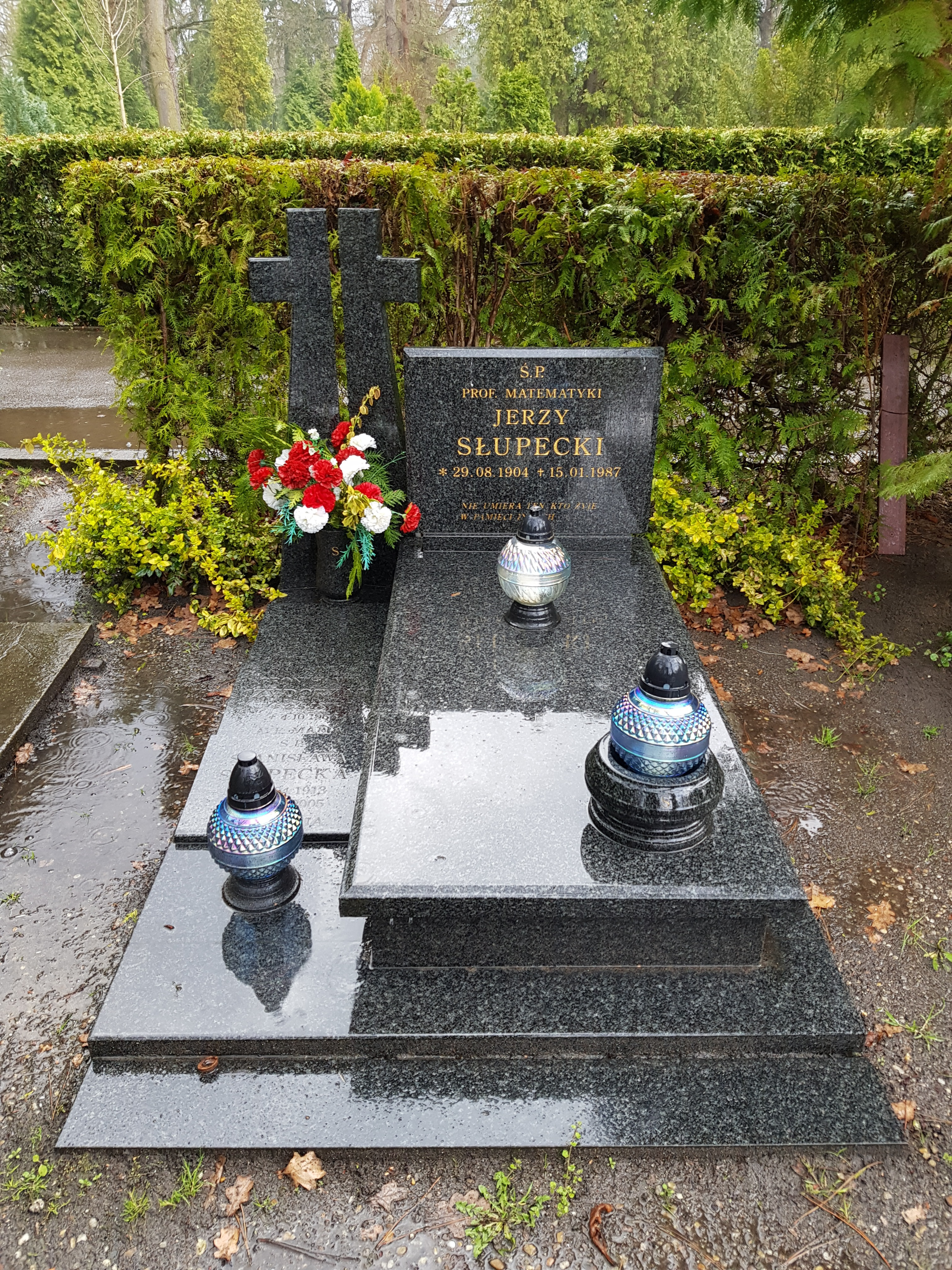
La tumba del profesor Jerzy Słupecki en el cementerio Grabiszyński de Breslavia.

En 1945 fue nombrado profesor asistente en la Universidad Maria Curie-Skłodowska de Lublin, donde dirigió la cátedra de lógica matemática. En 1947 se habilitó en la Universidad Jaguelónica con un trabajo sobre la silogística aristotélica. Ese mismo año se trasladó a Breslavia, donde desarrolló su carrera hasta su jubilación en 1974, siendo desde 1962 profesor titular y jefe del Departamento de Lógica Matemática.
Paralelamente, enseñó en la Wyższa Szkoła Pedagogiczna de Opole, institución de la que fue rector entre 1962 y 1966. Allí fundó un activo seminario de lógica que reunió a numerosos discípulos y colaboradores. Falleció el 15 de enero de 1987 en Breslavia, siendo enterrado en el cementerio Grabiszyński.

## Obra científica
El trabajo de Słupecki abarcó varias áreas de la lógica:
1. Lógica polivalente: Desarrolló un criterio de plenitud funcional para sistemas lógicos multivalentes,[5][6] mostrando, entre otros resultados, que la lógica trivalente de Łukasiewicz (L3) no era completa y proponiendo su extensión con un nuevo operador.
2. Teoría de sistemas deductivos: Colaboró con Ludwik Borkowski en el desarrollo de sistemas de deducción natural aplicados a la lógica clásica, intuicionista y modal.[7][8][9] Junto con Witold Pogorzelski exploró la teoría de sistemas deductivos inspirada en los trabajos de Alfred Tarski.[10][11][12][13]
3. Silogística aristotélica: En 1948 introdujo la llamada regla de Słupecki, que permitió demostrar la decidibilidad completa de la silogística.[14] Jan Łukasiewicz consideró este hallazgo como “el descubrimiento más importante en la silogística desde los tiempos de Aristóteles”.[15]
4. Sistemas de Leśniewski; Fue uno de los principales continuadores del trabajo de Stanisław Leśniewski, publicando estudios sobre prototética, ontología y mereología en los años 1950.[16][17][18]

## Legado

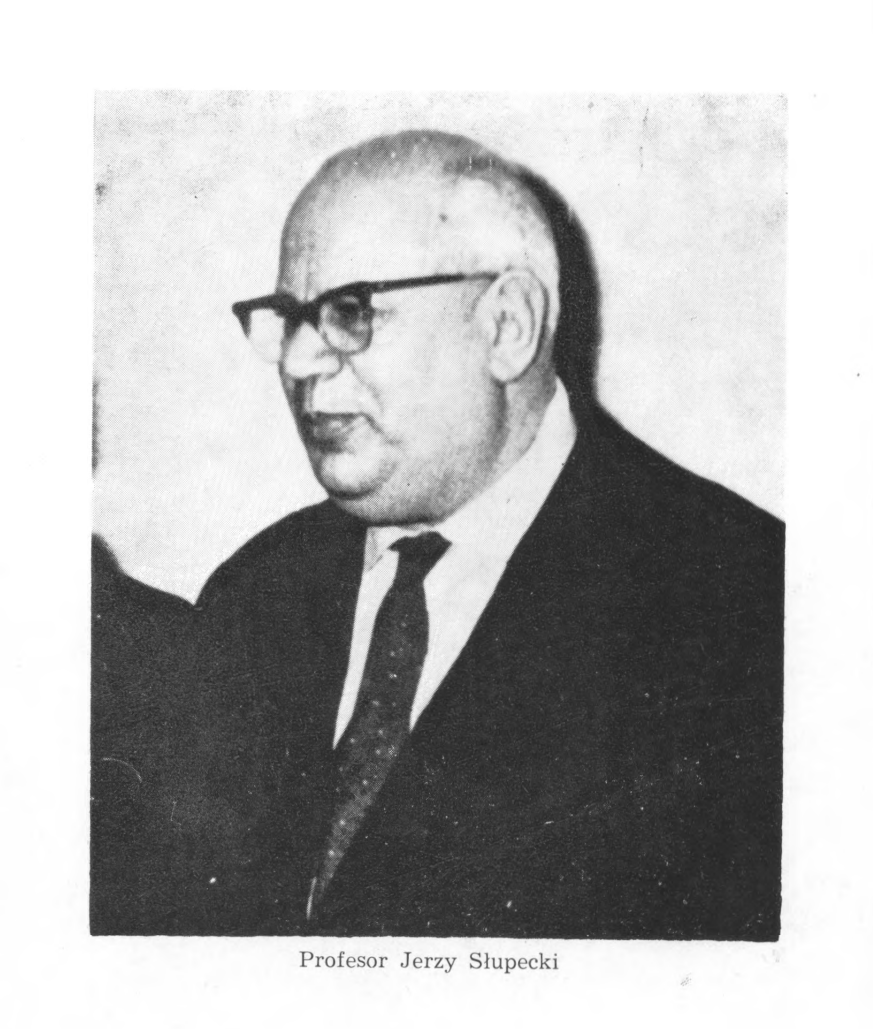
Imagen de Słupecki contenida en la revista Ruch Filozoficzny, en homenaje a su muerte (1988).

Słupecki es recordado como una de las últimas figuras de la Escuela de Leópolis-Varsovia, heredero intelectual de Łukasiewicz y Leśniewski. Su obra, inicialmente considerada parte de un programa lógico pasado de moda, ha experimentado un renovado interés en el estudio de las lógicas polivalentes y la historia de la lógica en el siglo XX.

## Publicaciones destacadas
Son más de 80 los textos escritos por Słupecki. Entre sus obras más destacables se encuentran:
- Z zagadnień logiki i filozofii: pisma wybrane (1961, como editor, selección de obras de Jan Łukasiewicz).
- Elements of Mathematical Logic and Set Theory (con Ludwik Borkowski, 1967).
- O dowodzie matematycznym (1962).
- Logika matematyczna (1976).
- Logika i teoria mnogości (1978).
- Elementy arytmetyki teoretycznej (1980).